# Внезапное
Внеза́пное — деревня в Кореневском районе Курской области.

## География
Деревня находится на реке Бляховец, в 4,5 км от российско-украинской границы, в 106 км к юго-западу от Курска, в 19 км к югу от районного центра — посёлка городского типа Коренево, в 1,5 км от центра сельсовета — Викторовка.
Климат
Внезапное, как и весь район, расположено в поясе умеренно континентального климата с тёплым летом и относительно тёплой зимой (Dfb в классификации Кёппена).
| Показатель                                                                   | Янв. | Фев. | Март | Апр. | Май  | Июнь | Июль | Авг. | Сен. | Окт. | Нояб. | Дек. | Год  |
| ---------------------------------------------------------------------------- | ---- | ---- | ---- | ---- | ---- | ---- | ---- | ---- | ---- | ---- | ----- | ---- | ---- |
| Средний суточный максимум, °C                                                | −3,4 | −2,2 | 3,8  | 13,5 | 19,7 | 23   | 25,4 | 24,8 | 18,5 | 11   | 4     | −0,6 | 11,5 |
| Средняя температура, °C                                                      | −5,5 | −4,9 | −0   | 8,6  | 15   | 18,6 | 21   | 20,2 | 14,3 | 7,6  | 1,7   | −2,6 | 7,8  |
| Средний суточный минимум, °C                                                 | −8   | −8,2 | −4,2 | 3,1  | 9,3  | 13,2 | 15,9 | 15   | 9,9  | 4,2  | −0,6  | −4,8 | 3,7  |
| Норма осадков, мм                                                            | 50   | 43   | 49   | 49   | 62   | 70   | 77   | 51   | 56   | 55   | 46    | 48   | 656  |
| Источник: Погода по месяцам c ru.climate-data.org(дата обращения: Июль 2021) |      |      |      |      |      |      |      |      |      |      |       |      |      |

## История
14 августа 2024 года (по некоторым оценкам 15 августа) село оккупировано ВСУ. 12 сентября 2024 года, село было освобождено ВС РФ.

## Население
| 2002 | 2010 |
| ---- | ---- |
| 309  | ↘245 |

## Инфраструктура
Личное подсобное хозяйство. В деревне 136 домов.

## Транспорт
Внезапное находится в 15,5 км от автодороги регионального значения 38К-030 (Рыльск — Коренево — Суджа), на автодороге 38К-006 (Коренево — Троицкое), на автодороге межмуниципального значения 38Н-161 (38К-006 — Успеновка), в 9,5 км от ближайшего ж/д остановочного пункта 341 км (линия 322 км — Льгов I). Остановка общественного транспорта.
В 137 км от аэропорта имени В. Г. Шухова (недалеко от Белгорода).

## Известные уроженцы
- Винников, Николай Иванович (1923—1944) — советский военнослужащий, старший лейтенант, Герой Советского Союза.